# Malin Wästlund
Malin Charlotta Wästlund, född 27 april 1964 i Högsbo församling, Göteborgs och Bohus län, är en svensk före detta friidrottare (långdistanslöpning) som tävlade för klubben IF Spexarna